# South African Film and Television Awards
South African Film and Television Awards (conocidos como los Premios SAFTA) son una ceremonia anual de premios organizados por la Fundación Nacional de Cine y Vídeo (NFVF) de Sudáfrica para rendir homenaje a la excelencia creativa en la industria local de cine y televisión. Los ganadores de las diversas categorías reciben una estatuilla, conocida oficialmente como el Cuerno de Oro. El evento, llevado a cabo por primera vez en 2006 en el Centro de Convenciones Gallagher, es supervisado por un comité del NFVF.
Los finalistas, nominados y ganadores son elegidos por un proceso multifásico de paneles de jueces. Sólo ciudadanos sudafricanos son elegibles para concursar. La Corporación Sudafricana de Radiodifusión (SABC) es el socio y patrocinador oficial de la transmisión en vivo. La edición del año 2020 se realizó de forma virtual debido a la pandemia de COVID-19.

## Categorías principales
- Mejor drama de televisión
- Mejor comedia de televisión
- Mejor telenovela
- Mejor programa de televisión de no ficción
- Mejor producción sobre la vida silvestre
- Mejor telefilme
- Mejor largometraje
- Mejor documental
- Mejor cortometraje estudiantil
- Mejor película de animación
- Premio del público
- Premio a la trayectoria

## Ceremonias
| Edición       | Fecha | Mejor largometraje        | Mejor actriz          | Mejor actor         | Mejor drama de televisión | Mejor comedia de televisión | Mejor telenovela | Mejor banda sonora | Presentador(es)                |
| ------------- | ----- | ------------------------- | --------------------- | ------------------- | ------------------------- | --------------------------- | ---------------- | ------------------ | ------------------------------ |
| Primera       | 2006  | Tsotsi                    | Quanita Adams         | Presley Chweneyagae | Hard Copy                 | City Ses'la                 | Isidingo         |                    | David Kau                      |
| Segunda       | 2007  | Goodbye Bafana            |                       |                     | When We Were Black        | Laugh Out Loud              | Generations      |                    | David Kau                      |
| Tercera       | 2009  |                           |                       |                     | Bay of Plenty             | City Ses'la                 | Isidingo         |                    | Trevor Noah                    |
| Cuarta        | 2010  | Shirley Adams             | Denise Newman         | Kenneth Nkosi       | Sokhulu & Partners        | Family Bonds                | 7de Laan         | Phillip Miller     | John Vlismas                   |
| Quinta        | 2011  | Life, Above All           | Khomotso Manyaka      | Themba Ndaba        | Erfsondes                 | Proesstraat                 | Rhythm City      | Restless Natives   | Thami Ngubeni Joey Rasdien     |
| Sexta         | 2012  | Black Butterfies          |                       | Deon Lotz           | Intersexsions             | Gauteng Maboneng            | Isidingo         | Phillip Miller     | Bridget Masinga Jeannie D      |
| Séptima       | 2013  | Material                  | Lindiwe Ndlovo        | Riaad Moosa         | 4Play: Sex Tips for Girls |                             | 7de Laan         | Michael Bester     | Connie Ferguson Nik Rabinowitz |
| Octava        | 2014  | Of Good Report            | Antoinette Louw       | Mathusi Magano      | Intersexsions             | ZA News                     | 7de Laan         | Bruce Retief       | Tumi Morake Alan Committie     |
| Novena        | 2015  | Four Corners              | Thishiwe Ziqubu       | Jezriel Skei        | Swartwater                | ZA News                     | Isibaya          | Markus Wormstorm   | Loyiso Gola                    |
| Décima        | 2016  | Dis ek, Anna              | Fulu Mughovani        | Mduduzi Mabaso      | Umlilo                    | ZA News                     | Rhythm City      | Mpho Nthangeni     | Minnie Dlamini Katlego Maboe   |
| Undécima      | 2017  | Sink                      | Shoki Mokgape         | Dann-Jacques Mouton | Heist                     | Puppet Nation ZANews        | The Road         | Chris Letcher      | Thando Thabethe Katlego Maboe  |
| Duodécima     | 2018  | Inxeba                    | Crystal-Donna Roberts | Nakhane Touré       | Tjovitjo                  | Puppet Nation ZANews        | Isibaya & Uzalo  | Rashid Lanie       | Thando Thabethe Phat Joe       |
| Decimotercera | 2019  | Sew the Winter to My Skin | Jill Levenberg        | Jarrid Geduld       | Lockdown                  | Tali's Wedding Diary        | The River        | Quinn Lubbe        | Rorisang Thandekiso            |
| Decimocuarta  | 2020  | Knuckle City              |                       | Bongile Mantsai     | The Republic              |                             | The River        |                    | Virtual Event                  |